# China's Next Top Model
China's Next Top Model là chương trình truyền hình của Trung Quốc dựa trên phiên bản America's Next Top Model được tạo bởi Tyra Banks.
Chương trình lần đầu tiên được sản xuất bởi kênh truyền Sichuan Satellite TV và được quay ở Thượng Hải. Các buổi casting được tổ chức tại các thành phố được lựa chọn của Trung Quốc - Thượng Hải, Bắc Kinh, Thành Đô và Quảng Châu. Chương trình bắt đầu phát sóng vào ngày 13 tháng 1 năm 2008. Ba mùa giải đầu tiên trong truyền hình Sichuan Satellite TV được host bởi siêu mẫu Trung Quốc, Lý Ngãi.
Sau 3 năm, chương trình chiếu mùa thứ tư trên Travel Channel, do Thượng Văn Tiệp tổ chức. Các nhà sản xuất chương trình không đảm bảo quyền cho một phần năm trong Travel Channel và chương trình được đổi tên thành I Supermodel để tránh các vấn đề cấp phép.

## Các mùa
| Mùa | Phát sóng            | Quán quân        | Á quân       | Các thí sinh theo thứ tự bị loại | Tổng số thí sinh | Điểm đến quốc tế |
| --- | -------------------- | ---------------- | ------------ | --- | ---------------- | ---------------- |
| 1   | 13 tháng 1 năm 2008  | Ân Ca            | Vương Giai   | Khấu Lị & Trần Xảo Linh, Lưu Văn Tĩnh (bỏ cuộc), Bào Khiết, Trương Hiểu Bái, Tanya Zy, Ngô Mỹ Đình, Mã Thư Di, Chu Phong (bỏ cuộc), Diêm Tuyết Thiên                                          | 12               | Ma Cao           |
| 2   | 9 tháng 1 năm 2009   | Mạnh Dao         | Mạc Giai Kì  | Thường Vũ Phi & Lý Tử Hân, Trương Thái, Lý Mạt, Hồ Lộ Lộ, Bào Khiết, Liliana C., Trương Dương, Vương San, Hà Hinh                                                                             | 12               | Không có         |
| 3   | 13 tháng 6 năm 2010  | Mao Sở Ngọc      | Lâm Gia Nghi | Diêm Linh & Cổ An Kì (bỏ cuộc), Chư Yến, Tôn Duyệt, Triệu Dịch Phỉ (bỏ cuộc), Sử Ngọc, Triều Thường Y Lan, Chu Duyệt, Hoàng Kì, Vương Thánh Khiết                                             | 12               | Không có         |
| 4   | 12 tháng 10 năm 2013 | Vương Hiểu Thiến | Du An Kì     | Trần Kì & Duẫn Phương Binh, Hạ Phàm, Trần Thiền Lâm, Tông Nhất Đồng, Đảng Trúc Khê (dừng cuộc thi), Vương Hiểu Đình, Sử Hân Linh, Lý Kiều Đan, Thần Lan, Giải Thư Nhã, Hô Hoán                | 14               | Seoul            |
| 5   | 21 tháng 5 năm 2015  | Lý Tư Giai       | Lý Tuyết     | Lại Úc Đình & Khương Anh, Cáp Thăng, Từ Mộng Đình, Cổ Trân Trân, Vu Linh Vân, Vương Manh, Đặng Thiên Long, Y Trình, Triệu Trác Năng, Hoàng Tư Kì, Lý Hạo Đình, Lưu Huyền Hạ, Vương Nhân Xuyên | 16               | Luân Đôn         |

## Xem thên
- Asia's Next Top Model